# أنميكس
أنميكس (هانغل: 엔믹스) هي فرقة فتيات كورية جنوبية شكلتها جاي واي بي إنترتينمنت.
تتكون الفرقة من ستة أعضاء: باي، جييو، كيونجين، سوليون، هايون، ليلي. ظهروا لأول مرة في 22 فبراير 2022 بألبوم منفرد واحد آد مور.

## الاسم
يجمع اسم Nmixx بين الحرف "N" الذي يرمز إلى "now" و"new" و"next" والمجهول "n" وكلمة "mix" التي ترمز إلى الجمع والتنوع، بمعنى "الأفضل"مزيج لعصر جديد"

## المسيرة المهنية

### 2021- الحاضر

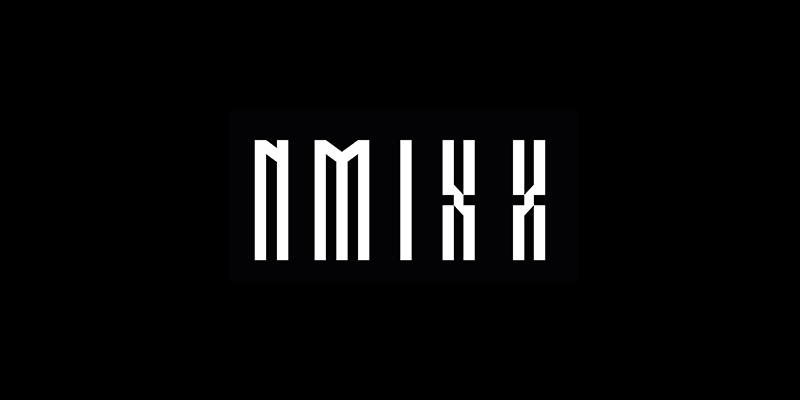
شعار الفرقة الرسمي

في 9 يوليو 2021، أعلنت جاي واي بي إنترتينمنت أن فرقة فتيات جديدة ستترسم لأول مرة في فبراير 2022، وهي الأولى لها منذ أتزي في عام 2019. من 16 يوليو إلى 25 يوليو، قدمت الشركة الطلبات المسبقة لإصدار محدود من الحزمة الأولى للمجموعة، بعنوان بليند باكيج، والتي تضمنت الألبوم الأول للمجموعة والمواد المتعلقة بالألبوم. تم الكشف عن الأعضاء من خلال مقاطع فيديو رقص وأغلفة متنوعة من 6 أغسطس إلى 19 نوفمبر (بالترتيب: جيني وجيو وكيوجين وسوليون وباي وهايون وليلي).
في 26 يناير 2022، أعلنت جاي واي بي أن اسم المجموعة هو أنميكس، حتى ذلك الحين كان يُطلق عليها مؤقتًا جاي واي بي أن. في 2 فبراير، أُعلن أنهما سيظهران لأول مرة في 22 فبراير مع إطلاق آد مور. في 18 فبراير 2022، أعلنت الشركة أن العرض الأول للمجموعة، الذي كان مقررًا في الأصل في 22 فبراير، سيتم تأجيله إلى 1 مارس بعد أن ثبتت إصابة عضو المجموعة باي بفيروس كورونا.
تعاونت أنميكس مع غابي دول هاوس من دريم ووركس أنيميشن لإطلاق النسخة الكورية من «هاي غابي!»، جنبًا إلى جنب مع الأغنية الجانبية«سباركلينغ بريتي»، في 2 مايو. شاركوا أيضًا في مشروع الإجازة الصيفية في مشروع قوس قزح، جنبًا إلى جنب مع فروميس 9 وأو ماي غيرل، لعمل أغنية فرقة رينبو «قبلة»، من أول ظهور لهم في غوزيب غيرل عام 2009. تم إصدار الأغنية في 31 يوليو.
في 19 سبتمبر، أصدرت أنميكس ألبومها المنفرد الثاني آنتوارف، جنبًا إلى جنب مع الأغنية المنفردة «دايس».

## الأعضاء

### الحاليون
- ليلي (هانغل: 릴리) – مغنية[1]
- هايون (هانغل: 해원) – قائدة، مغنية[1][14]
- سوليون (هانغل: 설윤)– مغنية راقصة[1]
- باي (هانغل: 배이) – مغنية، راقصة[1]
- جيو (هانغل: 지우) – رابر، مغنية، راقصة[1]
- كيونجين (هانغل: 규진) – رابر، مغنية، راقصة[1]

### السابقون
- جيني (هانغل: 지니) – مغنية، راقصة، رابر[1]

الجدول الزمني

## الأعمال

### الألبومات المنفردة
| العنوان | التفصيل                                                                                                   | الترتيب بالمخططات       | الترتيب بالمخططات         | المبيعات              | الشهادات               |
| العنوان | التفصيل                                                                                                   | بحسب مخطط غاون للموسيقى | مخططات بيلبورد في اليابان | المبيعات              | الشهادات               |
| ------- | --- | ----------------------- | ------------------------- | --------------------- | ---------------------- |
| آد مور  | - تاريخ الإطلاق: 22 فبراير 2022 - من قبل: جاي واي بي إنترتينمنت، دريماس - التنسيق: قرص مضغوط، رقمي، ميديا | 1                       | —                         | - بحسب غاون: 490,273  | - سي أم سي أيه: بلاتين |
| آنتوارف | - تاريخ الإطلاق: 19 سبتمبر 2022 - من قبل: جاي واي بي إنترتينمنت، دريماس - التنسيق: قرص مضغوط، رقمي، ميديا | سوف يتم الإعلان عنه     | 53                        | سوف يتم الإعلان عنه}} | —                      |

### الأغاني المنفردة
| العنوان | السنة | مواقع الأغاني بالمخططات المختارة | مواقع الأغاني بالمخططات المختارة      | مواقع الأغاني بالمخططات المختارة | مواقع الأغاني بالمخططات المختارة | مواقع الأغاني بالمخططات المختارة | مواقع الأغاني بالمخططات المختارة  | مواقع الأغاني بالمخططات المختارة | مواقع الأغاني بالمخططات المختارة | مواقع الأغاني بالمخططات المختارة | الألبوم  |
| العنوان | السنة | مخطط غاون للموسيقى               | توب 100 في مخطط غاون للموسيقى الكورية | مخطط بيلبورد في اليابان          | جمعية صناعة التسجيلات في ماليزيا | الأغاني الماليزية                | جمعية صناعة التسجيلات في سنغافورة | الأغاني السنغافورية              | بيلبورد فيتنام توب 100           | مخطط بيلبورد العالمي 200         | الألبوم  |
| ------- | ----- | -------------------------------- | ------------------------------------- | -------------------------------- | -------------------------------- | -------------------------------- | --------------------------------- | -------------------------------- | -------------------------------- | -------------------------------- | -------- |
| "آو آو" | 2022  | 81                               | 63                                    | 42                               | 8                                | 17                               | 16                                | 18                               | 38                               | 138                              | آد مور   |
| "دايس"  | 2022  | TBA                              | TBA                                   | 57                               | TBA                              | TBA                              | TBA                               | TBA                              | TBA                              | TBA                              | آينتوارف |

### الأغاني الترويجية
| العنوان                                                        | السنة | الموقع             | الألبوم                |
| العنوان                                                        | السنة | مخطط غاون للموسيقى | الألبوم                |
| -------------------------------------------------------------- | ----- | ------------------ | ---------------------- |
| "هاي غابي!" (안녕 개비!)                                       | 2022  | —                  | غابي دول هاوس x آنميكس |
| "قبلة (أغنية)" (رينبو كوفر)                                    | 2022  | 55                 | أغنية بدون ألبوم       |
| "—" يشير إلى تسجيل لم يتم رسمه أو لم يتم إصداره في تلك المنطقة |       |                    |                        |

### أغاني مخططة أخرى
| العنوان                                                        | السنة | الموقع             | الألبوم |
| العنوان                                                        | السنة | مخطط غاون للموسيقى | الألبوم |
| -------------------------------------------------------------- | ----- | ------------------ | ------- |
| "تانك" (占)                                                    | 2022  | 121                | آد مور  |
| "—" يشير إلى تسجيل لم يتم رسمه أو لم يتم إصداره في تلك المنطقة |       |                    |         |

### الأغاني المصورة
| العنوان | السنة | المخرج           | Ref.   |
| ------- | ----- | ---------------- | ------ |
| "آو آو" | 2022  | ديجيبيدي         | [ 30 ] |
| "دايس"  | 2022  | هايغ كواليتي فيش | [ 31 ] |

## روابط خارجية
- الموقع الرسمي